# Fritz Gazzera
Fritz August Gazzera (* 4. Dezember 1907 in Offenbach am Main; † 5. Januar 1996 in Bad Godesberg) war ein deutscher Fechter und Fechttrainer. Als aktiver Fechter nahm er an den Olympischen Spielen 1928 in Amsterdam teil, als Trainer trainierte er unter anderem Friedrich Wessel. Er ist Sohn des Fechtmeisters Arturo Gazzera und Vater von Sigrid Chatel, die 1968 für Kanada an den Olympischen Spielen in Mexiko als Florettfechterin teilnahm.

## Leben
Fritz Gazzera war Sohn des italienischen Fechtmeisters Arturo Gazzera, der seit 1899 durch Vermittlung von Jakob Erckrath de Bary beim Fechtclub Offenbach arbeitete und unter anderem Helene Mayer trainierte. Auch Fritz focht im Verein seines Vaters. Mit dem Florett wurde er zweimal deutscher Vizemeister (1927 und 1928), auch mit dem Degen nahm er mehrmals an deutschen Meisterschaften teil. In Cremona focht Gazzera bei einem Länderkampf in der deutschen Mannschaft, die gegen Österreich, Ungarn und Italien verlor. Bei den Olympischen Spielen 1928 trat Gazzera im Floretteinzel sowie mit der Degen- und Florettmannschaft an. Während er im Einzel den achten Platz belegte und damit nach Erwin Casmir zweitbester deutscher wurde, schied er mit den Mannschaften schon in den Vorrunden aus.
Schon vor dem Zweiten Weltkrieg betätigte sich Gazzera als Trainer und trainierte unter anderem Josef Uhlmann, Richard Wahl und Richard Liebscher, er half auch bei der Olympiavorbereitung Helene Mayers. Zum 1. Mai 1933 trat er der NSDAP bei (Mitgliedsnummer 2.460.871). Im selben Jahr schloss Gazzera sich auch der SA an, zum 7. April 1937 wechselte er zur SS (SS-Nummer 290.120), in der er Januar 1941 den Rang eines SS-Obersturmführers erreichte. 1939 wechselte er zum SD und 1943 zur Waffen-SS. Als Mitglied der Waffen-SS war er 1944 dem Konzentrationslager Arolsen, einem Außenlager des KZ Buchenwald, zugewiesen. 1945 bekämpfte er Partisanen in Jugoslawien und wurde dort gefangen genommen.
Nach dem Krieg wurde Gazzera 1950 Trainer beim OFC Bonn, 1952 betreute er die deutschen Teilnehmer der Olympischen Spiele in Helsinki. 1953 gründete er einen eigenen Fechtclub, den Universitätsfechtclub Bonn, kehrt aber 1958 wieder zum OFC zurück. Der OFC gewann mit ihm als Fechtmeister zahlreiche deutsche Meisterschaften. Sein erfolgreichster Schüler war Friedrich Wessel, der zweimal Weltmeister wurde. Seine seit spätestens den 1960er Jahren in Kanada lebende Tochter Sigrid Chatel startete 1968 bei den Olympischen Spielen in Mexiko für Kanada. Gazzera starb 1996 in Bad Godesberg.